# Центральноамериканский совет обороны
Центральноамериканский совет обороны (исп. Consejo de Defensa Centroamericana, CONDECA) - консультативный военно-политический орган по вопросам военного сотрудничества при Организации центральноамериканских государств (исп. Organización de Estados Centroamericanos, ODECA).

## История
Положение о создании совета по вопросам региональной обороны и обеспечения коллективной безопасности было внесено в устав ОЦАГ в 1962 году. В апреле 1963 года в Манагуа прошла конференция министров внутренних дел и юстиции стран ОЦАГ по вопросам внутренней безопасности, в августе 1963 года - вторая конференция министров внутренних дел стран ОЦАГ. Одновременно, 26-27 августа 1963 года прошло совещание министров обороны и руководства вооружённых сил стран ОЦАГ с участием представителей Пентагона, на котором рассматривали вопросы борьбы с партизанским движением. В сентябре 1963 года Сандинистский фронт национального освобождения начал партизанские действия в департаменте Матагальпа, после чего правительство Никарагуа ввело в стране чрезвычайное положение, а национальная гвардия Никарагуа и войска Гондураса провели совместную операцию против партизан в районе границы между Никарагуа и Гондурасом.
14 декабря 1963 года на совещании глав правительств стран Центральной Америки в городе Гватемала было подписано соглашение о создании ЦАСО, в марте—апреле 1965 года создание ЦАСО было юридически оформлено на чрезвычайном совещании министров иностранных дел стран ОЦАГ. 
В июне 1965 года было подписано соглашение о создании объединённой центральноамериканской армии (для вмешательства в дела любой страны Центральной Америки «в целях борьбы с коммунистической угрозой»). В следующие годы деятельность ЦАСО была направлена на дальнейшую интеграцию вооруженных сил стран Центральной Америки, но этому процессу препятствовали соперничество между Никарагуа и Гватемалой, а также напряжённые отношения между Гондурасом и Сальвадором.
Вмешательство организации во внутренние дела стран-участников вызвало протест Коста-Рики, и в сентябре 1967 Коста-Рика прекратила участие в деятельности ЦАСО.
В феврале 1969 года на территории Сальвадора прошли военные маневры "Кускатлан" стран - членов ОЦАГ.
Начавшаяся в июле 1969 года "100-часовая война" между Сальвадором и Гондурасом привела к дальнейшему осложнению деятельности организации, и в январе 1971 года Гондурас отозвал своих представителей из ЦАСО. 
В 1971—1975 годы деятельность ЦАСО носила ограниченный характер (хотя в январе 1973 года на территории Гватемалы были проведены совместные военные учения), а после победы летом 1979 года Сандинистской революции в Никарагуа - фактически прекратилась к 1980 году.
После начала в 1980 году гражданской войны в Сальвадоре положение в стране осложнилось. Правительство Сальвадора предприняло попытки наладить отношения с Гондурасом и восстановить деятельность Центральноамериканского совета обороны для получения военной, финансовой и иной помощи от других стран Центральной Америки. 2 октября 1983 года в столице Гватемалы состоялась встреча представителей военного руководства Гватемалы, Гондураса и Сальвадора, на которой обсудили вопрос о возможности восстановления деятельности организации (эта встреча стала первым мероприятием ЦАСО после победы революции в Никарагуа в июле 1979 года).

## Функции
В состав организации входили министры обороны (или главы соответствующих отделов равного им ранга) Гватемалы, Гондураса, Коста-Рики, Никарагуа и Сальвадора. Штаб-квартира ЦАСО находилась в городе Гватемала. Основной задачей блока являлась борьба с левым повстанческо-партизанским движением на территории Центральной Америки.